# 이바노보 암석 교회군

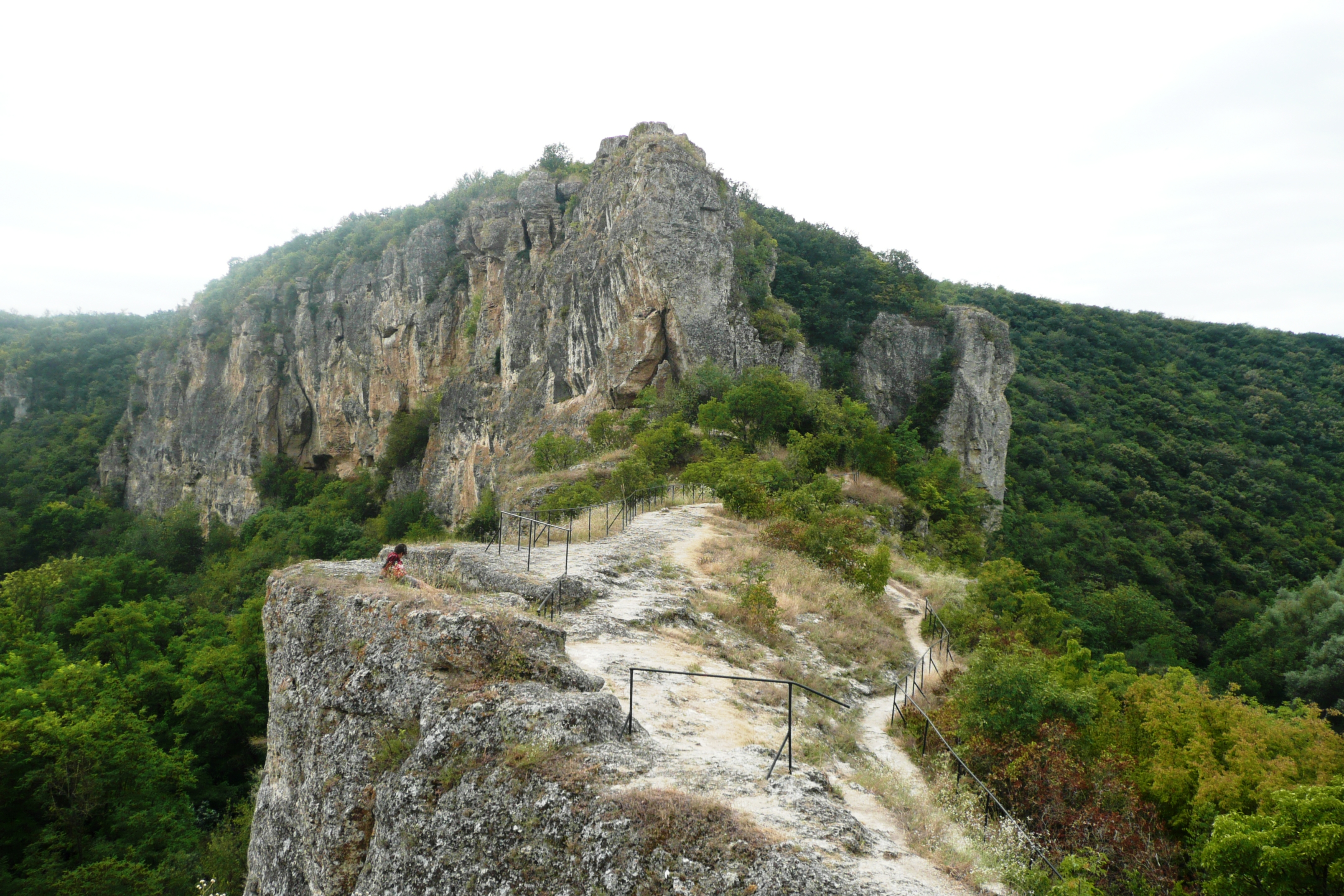
이바노보 암석 교회군

이바노보 암석 교회군(불가리아어: Ивановски скални църкви)은 불가리아에 위치한 암석 교회군이다. 바위를 깎아서 만든 성당, 수도원 등이 특징이며 루세에서 남쪽으로 20km 정도 떨어진 곳에 위치한 이바노보에 위치한다.
1320년대 불가리아 정교회 총주교였던 요아킴이 거처로 삼은 뒤부터 17세기까지 수도사들의 거주지로 사용되었다. 수도사들은 바위를 깎아 수도실, 교회당, 예배당을 건설했는데 수도원 수는 약 40개에 달했다. 주변에는 그 외의 종교 시설 용지가 300개 정도에 달했지만 대부분은 현존하지 않고 있다. 불가리아 제2제국의 황제들이 교회에 여러 차례 기부했다.
수도원 건축물 안에는 13세기부터 14세기에 걸쳐 제작된 프레스코 벽화가 남아 있다. 이 벽화는 교회당 안에 있는 5개의 교회당에 보존되어 있으며 중세 불가리아 미술의 걸작으로 여겨진다. 그 외에 수도사들이 사용했던 수도실, 교회당, 예배당이 남아 있다. 1979년에는 유네스코가 지정한 세계유산에 등재되었다.